# SN 2007ae
SN 2007ae – supernowa typu Ia odkryta 19 lutego 2007 roku w galaktyce UGC 10704. W momencie odkrycia miała maksymalną jasność 17,50m.